# Lijst van Belgische adelsverheffingen 1974
Personen die in 1974 in de Belgische adel werden opgenomen of een adellijke titel verwierven.

## Burggraaf
- Walter Ganshof van der Meersch, erfelijke adel en de titel burggraaf, overdraagbaar bij eerstgeboorte.

## Baron
- Jonkheer Charles Gendebien (1916-1984), de titel van baron, overdraagbaar bij eerstgeboorte.

## Ridder
- Eugène Charpentier, volksvertegenwoordiger, erfelijke adel en de persoonlijke titel ridder.
- Ides Floor (1905-1976), majoor, erfelijke adel en de persoonlijke titel ridder.

## Jonkheer
- Georges Boucquéau (1923- ), erfelijke adel
- Geoffroy Boucquéau (1957- ), erfelijke adel
- Stéphane Boucquéau (1960- ), erfelijke adel
- Antoine d'Hennezel (1927- ), erfelijke adel

## Jonkvrouw
- Isabelle Boucquéau (1958- ), erfelijke adel